# 旧長崎大司教館

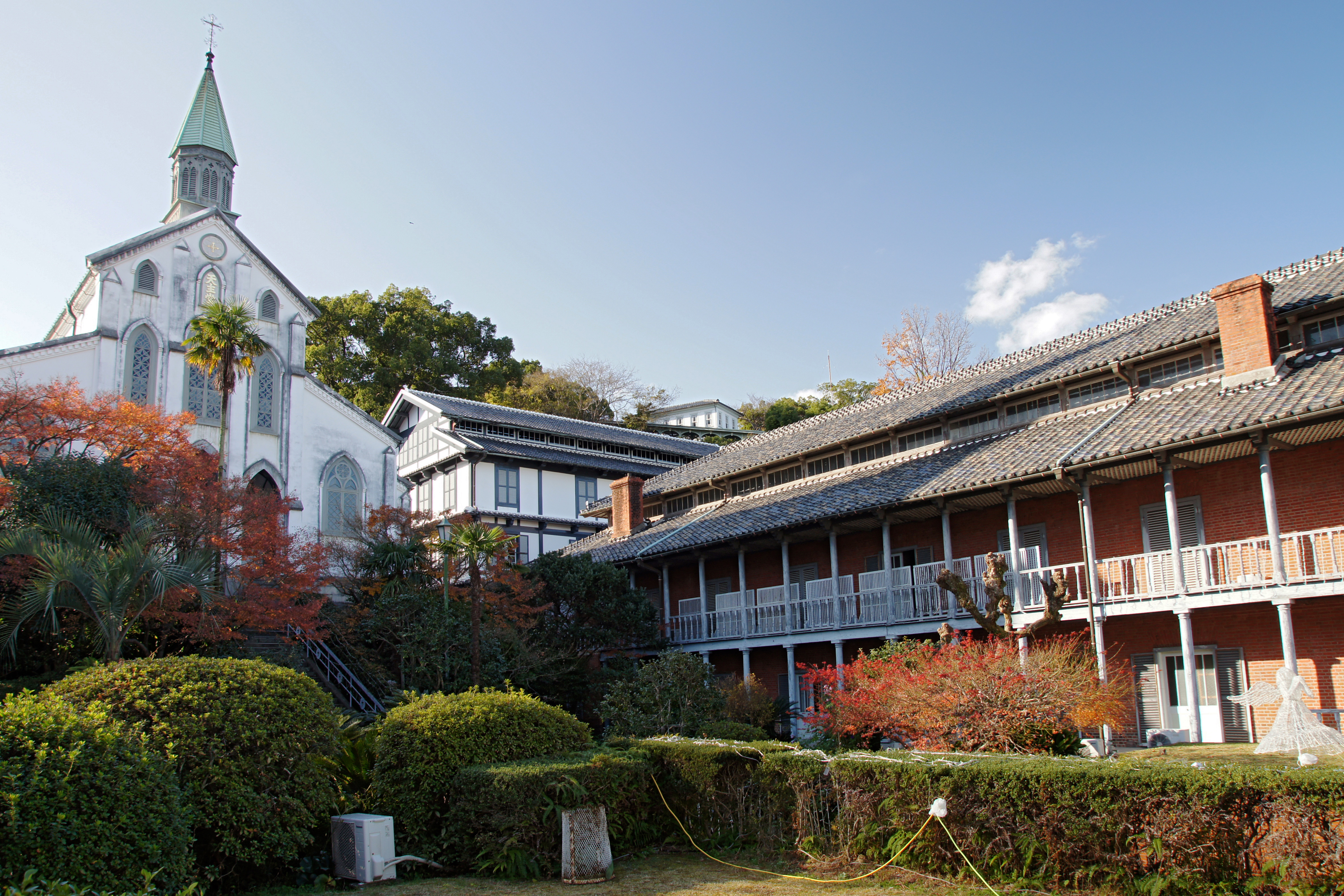
大浦天主堂（左）と旧長崎大司教館（右）と旧羅典神学校（中央奥）

旧長崎大司教館（きゅうながさきだいしきょうかん）は、長崎県長崎市南山手にある県文化財に指定される歴史的建造物。

## 概要
カトリック長崎司教区（現・カトリック長崎大司教区）の司教館（司教公邸）として、パリ外国宣教会宣教師マルク・マリー・ド・ロ（Marc Marie de Rotz）と鉄川与助の共同設計、鉄川与助の施工により1915年（大正4年）に竣工した。当時の司教座聖堂であった大浦天主堂に隣接して建てられ、1962年（昭和37年）に司教座聖堂が浦上教会に移された後も、1989年（平成元年）に現在の大司教館が浦上教会の近くに新築されるまでの間、大司教館として使用されていた。日本のカトリック教会の大司教区（東京・大阪・長崎）の司教館の中で、唯一ほぼ完全な形で現存する戦前の遺構である。その歴史的かつ建築史的価値の高さと希少性から、2011年（平成23年）3月に県の文化財に指定された。
2007年（平成19年）にユネスコの世界遺産（文化遺産）暫定リストへ掲載が決まった「長崎の教会群とキリスト教関連遺産」の中では「大浦天主堂と関連施設」として構成資産の一つにもなっている。
1998年4月、カトリック長崎大司教区が運営する「長崎コレジオ」として、司祭を目指す神学生の養成施設となる。2013年4月には福岡に移転。名称も「福岡コレジオ」となった。

## 建築概要
- 所有者 - カトリック長崎大司教区
- 設計 - マルク・マリー・ド・ロ、鉄川与助
- 竣工 - 鉄川与助
- 構造 - 煉瓦造、一部木骨煉瓦造・木造
- 規模 - 地上3階・地下1階
- 屋根 - 北側は切妻、南側は和瓦の寄棟
- 間口 - 35.86メートル
- 奥行 - 13.68メートル
- 建築面積 - 490平方メートル

## 所在地
- 〒850-0031　長崎県長崎市南山手町5-3

### 交通アクセス
- 長崎電気軌道大浦支線大浦天主堂停留場下車、徒歩5分。
- 長崎バス「松ヶ枝国際ターミナル」バス停下車、徒歩5分。

## 周辺
- 大浦天主堂
- 旧羅典神学校
- 南山手
  - グラバー園
  - 祈りの丘絵本美術館